# Светлина (община Тополовград)
Светлина (болг. Светлина) — село в Болгарии. Находится в Хасковской области, входит в общину Тополовград. Население составляет 165 человек.

## Политическая ситуация
В местном кметстве Светлина, в состав которого входит Светлина, должность кмета (старосты) исполняет Деян Личев Иванов (коалиция в составе двух партий: Граждане за европейское развитие Болгарии (ГЕРБ), ВМРО — Болгарское национальное движение) по результатам выборов правления кметства.
Кмет (мэр) общины Тополовград — Евтимия Петрова Карачолова (Зелёные) по результатам выборов в правление общины.